# Lithospermum cinerascens
Lithospermum cinerascens là loài thực vật có hoa trong họ Mồ hôi. Loài này được (A. DC.) I.M. Johnst. mô tả khoa học đầu tiên năm 1925.